# Тајанствени догађај у Стајлсу
Тајанствени догађај у Стајлсу (енгл. The Mysterious Affair at Styles) је детективски роман британске књижевнице Агате Кристи. Написан је током Првог светског рата 1916. године, а први га је издао Џон Лејн у Сједињеним Државама у октобру 1920. године. док га је у Уједињеном Краљевству издало друштво The Bodley Head (британско друштво Џона Лејна) 21. јануара 1921. године.
Ово је био први објављени роман Кристијеве. У њему су представљени Херкул Поаро, инспектор Џап и Артур Хејстингс. Поаро, избеглица из Белгије због Првог светског рата, сместио се у Енглеској близу куће Емили Инглторп која му је помогла да око смештаја. Његов пријатељ Хејстингс дошао је у госте код ње кући. Кад је жена убијена, Поаро је искористио своје детективске вештине да реши мистерију. Роман је написан у првом лицу, и то из Хејстингсовог угла, који препричава цео случај.
Књига садржи нацрт куће, поприште убиства, писани примерак опоруке. Прво објављивање књиге био је недељни серијал у часопису The Times и у њему су били нацрт куће и друге илустрације из књиге. Овај роман био је један од првих десет издатих књига друштва Penguin Books кад је основано 1935. године.
Први крими-роман Агате Кристи су читаоци добро примили. Испитивање књиге 1990. године било је јако позитивно у вези радње, а Кристијева је сматрала да је роман један од неколико добро смештених у времену и простору јер прича описује крај једне ере и помиње да је радња паметна. Кристијева није магистрирала смишљеност у свом првом роману јер је било „превише трагова који су се косили једни са другима” што је проглашено као тешкоћа „коју Конан Дојл никад успешно није превазишао, али Кристијева јесте”.‍:22–23

## Радња
Ујутру 18. јула, житељи куће Стајлс корт су се пробудили и открили да је старија госпођа, Емили Инглторп, преминула. Отрована је стрихнином. Војник са Западног фронта, Артур Хејстингс, који је одсео у кући као гост док се не опорави од рањавања, отишао је у оближње село Стајлс Сент Мери како би потражио помоћ свог пријатеља Херкула Поароа. Емили је била богата жена. У њеној кући живели су Алфред Инглторп, млађи човек за ког се удала; два посинка (из првог брака) Џон и Лоренс Кевендиш; Џонова супруга Мери, Синтија Мердок, ћерка покојне породичне пријатељице и Емилина дружбеница Евелин Хауард.
Поаро је сазнао да по Емилиној опоруци Џон наслеђује имање. Међутим, новац који је остао поделиће се по упутствима њене опоруке коју је мењала бар једном годишње. По најновијој опоруци, Алфред наслеђује њено богатство. Тог дана кад је умрла, Емили се свађала са неким, а сумњало се да је у питању или Алфред или Џон. Била је јако узрујана после тога и наводно је направила нову опоруку, али нико није могао да пронађе ништа од те нове опоруке. Алфред је отишао из виле раније те вечери и преспавао је у селу. У међувремену, Емили је вечерала и отишла раније у своју собу и понела своју актовку са списима са собом. Кад јој је тело пронађено, актовка је била обијена. Нико није могао да објасни ни како ни кад јој је отров дат.
Службеник који је водио случај, главни инспектор Џап, сматра да је Алфред главни осумњичени јер он добија највише женином смрћу. Поаро је приметио да је Алфредово понашање било сумњиво током истраге јер је одбио да изнесе алиби и порицао да је куповао стрихнин у селу упркос доказима који указују супротно. Иако је Џап био жељан да га ухапси, Поаро се умешао и доказао да није могао да купи отров јер потпис при куповини није писан његовим рукописом. Сумња је онда пала на Џона, следећег наследника по Емилиној опоруци, који нема алиби за убиство. Џап га је убрзо ухапсио јер је потпис за преузимање отрова написан његовим рукописом, бочица у којој је био отров пронађена у његовој соби, а лажна брада и цвикер исти као Алфредови пронађени у вили.
Поаро је убрзо ослободио Џона оптужби за злочин и открио да је убиство починио Алфред Инглторп уз помоћ Евелин Хауард. Њих двоје су се претварали да су непријатељи, али су у ствари били у вези. Додали су бромид у Емилин редовни вечерњи лек који су извукли из прашка за спавање како би био кобна количина, а затим су оставили лажне трагове који би осумњичили Алфреда за које су знали да ће бити оборени на суђењу јер кад га једном ослободе, неће моћи поново да му суде за исти злочин уколико не би искрсли неки нови докази по Закону о двоструком суђењу. Пар је сместио Џону, Евелин је кривотворила његов рукопис, а докази против њега били су подметнути.
Поаро је објаснио да је спречио Џапа да ухапси Алфреда јер је овај хтео да буде ухапшен. Захваљујући случајној Хејстингсовој опаски, Поаро је пронашао писмо у Емилиној соби које је обелоданило Алфредове намере према Емили. Емили је била узнемирена на дан убиства због тога што је пронашла то писмо у Алфредовом радном столу док је тражила поштанске марке. Емилину актовку је обио Алфред кад је сазнао да је његово писмо код ње. Алфред је онда сакрио писмо на друго место у соби како би избегао да га ухвате са њим.

## Ликови
- Херкул Поаро − Реномирани белгијски приватни детектив. Живи у Енглеској од кад је почео рат у Европи. Његов стари пријатељ Хејстингс га је замолио да истражи случај.
- Хејстингс − Поаров пријатељ и приповедач приче. Он је гост у Стајлсу током опоравка од рањавања на Западном фронту.
- Главни инспектор Џап − Детектив Скотланд јарда и службеник коме је додељен случај. Он је Поароов познаник у време радње романа.
- Емили Инглторп − Богата старија госпођа и супруга Алфреда Инглторпа. Она је наследила богатство и кућу на Стајлс корту после смрти првог супруга, господина Кевендиша. Жртва злочина.
- Алфред Инглторп − Двадесет година млађи други супруг Емили Инглторп. Од стране породице сматран за гребатора.
- Џон Кевендиш − Емилин старији посинак из првог брака и Лоренсов брат. Џон је раније био виши заступник, а Хејстингса зна годинама. Он је позвао Хејстингса у Стајлс почетком приче. Има неких тешкоћа у браку са супругом Мери.
- Мери Кевендиш − Џонова супруга и пријатељица др Бауерштајна.
- Лоренс Кевендиш − Емилин млађи посинак из првог брака и Џонов брат. Познато је да је студирао медицину и да је квалификовани лекар.
- Евелин Хауард − Емилина дружбеница која ни мало не воли Алфреда Инглторпа.
- Синтија Мердок − Ћерка покојне породичне пријатељице и сироче. Ради као болничарка у оближњој болници.
- Др Бауерштајн − Добро познати токсиколог који живи недалеко од Стајлса.
- Доркас − Служавка из Стајлса. Одана госпођи Инглторп.

## Писање и издавање
Агата Кристи је почела да ради на Тајанственом догађају у Стајлсу 1916. године, а углавном је писала у Дартмуру. Лик Херкула Поароа био је инспирисан њеним искуством док је радила као болничарка и неговала белгијске војнике током Првог светског рата, као и избеглицама из Белгије које су живеле у Торкију.
Роман су одбиле издавачке куће Hodder & Stoughton и Methuen. Кристијева је тад послала рукопис издавачкој кући The Bodley Head. Након што је рукопис разматран неколико месеци, оснивач издавачке куће, Џон Лејн, прихватио га је, али је замолио Кристијеву да направи благе измене на крају. Она је изменила претпоследње поглавље и преместила Поароово објашњење из суднице у библиотеку у Стајлсу. Нека савремена издања такође укључују и додатак оригиналног „необјављеног” алтернативног завршетка у судници. Овај крај је јако сличан последњем поглављу, а дијалози осталих ликова замењени су дијалозима судије и сер Ернеста Хевиведера. Кристијева је касније рекла да је уговор који је потписала са Лејном био експлоататорски.
Тајанствени догађај у Стајслу објавио је Џон Лејн у Сједињеним Америчким Државама октобра 1920. године, а кућа The Bodley Head у Уједињеном Краљевству 21. јануара 1921. године. Америчко издање коштало је 2 долара, а британско седам шилинга и шест пенија.

### Издавање на српском језику
На српски језик овај роман је преведен под неколико наслова:
- Тајанствени догађај у Стајлсу (2014)
- Загонетни случај Стајлс (2011)
- Мистерија у Стајлсу (1998)
- Догодило се у Стајлсу (1959)

## Посвета
У посвети књиге пише: „Мојој мајци”.
Мајка Агате Кристи, Клариса „Клара” Бомер Милер (1854−1926), јако је утицала на ћеркин живот и била је неко са ким је Агата била јако блиска, поготово после очеве смрти 1901. године. У време када је Кристијева била болесна око 1908. године, мајка јој је предложила да напише причу. Резултат је била прича Кућа лепоте, која је данас изгубљена и којом је уз оклевање започела списатељску каријеру. Кристијева је касније дорадила причу као причу Кућа снова и она је објављена у 74. броју часописа The Sovereign Magazine у јануару 1926. године и много година касније 1997. година у књизи Док светло гори и друге приче.
Кристијева је такође посветила свој дебитантски роман, Дивов хлеб (1930), који је написала под псеудонимом Мери Вестмакот, својој мајци, која је у то време већ била покојна.

## Књижевни значај и пријем
Часопис The Times Literary Supplement (3. фебруар 1921) дао је књизи позитивну рецензију: „Једина мана ове приче је то што је превише генијална”. Затим је описана основа радње и закључено је следећим: „Речено је да је ово дебитантски роман ове ауторке и резултат опкладе о могућности писања детективске приче у којој читалац неће моћи да уочи злочинца. Сваки читалац мора да призна да је опклада добијена”.
The New York Times Book Review (26. децембар 1920) такође је изнео своје утиске:
 Иако је ово можда прва објављена књига госпођице Агате Кристи, она је издала старомодни начин... Морате да сачекате такорећи последње поглавље књиге како би последња карика у ланцу коју је открио господин Поаро објаснила целу запетљану радњу и ставила кривца тамо где му је место. И можете сигурно и сами да мозгате, а док не чујете последње речи господина Поароа о тајанственом догађају у Стајлсу, моћи ћете само да нагађате решење и нећете га сигурно погодити до краја ове занимљиве књиге.
У рецензији књиге у новинама The Sunday Times 20. фебруара 1921. године цитирано је издавачево мишљење да је Кристијева написала књигу због опкладе да неће моћи да је напише, а да читалац не погоди ко је убица, а затим је речено: „Лично нисмо сматрали да је 'проналажење' било толико тешко, али можемо признати да је прича, поготово што је прва пустоловина, јако добро састављена, а решење мистерије је резултат логичног закључивања. Прича, међутим, има мањак покрета, а само неколико ликова је опширније описано”.
Дописник који је писао своју колумну под псеудонимом „Човек из Кента” 10. фебруара 1921. године у издању хришћанских новина The British Weekly похвалио је роман, али је био превише великодушан у откривању идентитета убица:
 Развеселиће срце свих оних који истински уживају у детективским причама, од господина Макене па надаље. Чуо сам да је ово прва књига госпођице Кристи и да ју је написала као одговор на изазов. Ако је тако, подвиг је био невероватан, јер је књига састављена тако спретно да се не сећам ниједне недавне књиге овог типа која би могла да се упореди са њом. Добро је написана, добро пропорционисана и пуна изненађења. Када читалац први пут сумња на убицу? Што се мене тиче, од самог почетка сам био уверен да је средовечни муж старије даме на сваки начин квалификован да је убије, и нисам хтео да се одрекнем овог уверења чак и када је сумња у њега на тренутак била распршена. Али нисам био ни најмање спреман да откријем да је његов саучесница жена која се претвара да је пријатељица. Међутим, требало би рећи да је стручњак за детективске приче са којим сам о томе разговарао, рекао да је од самог почетка био убеђен да је прави кривац жена за коју је жртва за живота веровала да је њена највернија пријатељица. Надам се да нисам открио превише из заплета. Љубитељи добрих детективских прича без изузетка ће се радовати овој књизи.
Издавачка кућа Bodley Head цитирала је изводе из ове рецензије у будућим књигама Агате Кристи, али, разумљиво, није користила оне одломке који су одавали идентитет криваца.
„Представљамо Херкула Поароа, сјајног − и ексцентричног − детектива који на захтев пријатеља излази из пензије − и улази у сенку класичне мистерије на периферији Есекса. Жртва је богата господарица Стајлс корта, пронађена у својој закључаној спаваћој соби са именом свог покојног мужа на уснама док је умирала. Поаро има неколико питања за њеног новог мужа који трага за богатством, њене бесциљне посинке, приватног доктора и њену плаћену сапутницу. Одговори су, у најмању руку, отровни. Ко је одговоран, и зашто, може открити само сам мајстор детектив.” (Корице издања издавачке куће Berkley Book, април 1984).
У својој књизи, Таленат за обману − уважавање Агате Кристи, Роберт Барнард је написао:
 Кристин дебитантски роман, од којег је зарадила 25 фунти, а Џон Лејн ко зна колико. Велика кућа за време рата, са лишавањима, ратним радом и гласинама о шпијунима. Њена рука била је превише либерална са траговима и црвеним харингама, али била је то изузетно лукава рука, чак и у овој раној фази.‍:200

Уопштено говорећи, Тајанствени догађај у Стајлсу је значајно постигнуће за првенац ауторке. Убиство у сеоској кући стереотип је у жанру детективске приче, од којег Кристијева не користи превише. Није то њен стил, бар касније у животу, а можда ни њена класа. Породична забава је много више у њеној природи и ово је оно што овде имамо. Ово је једна од ретких књига Кристијеве усидрених у времену и простору: ми смо у Есексу током Првог светског рата. Породицу заједно држе под једним кровом ратне потребе и глава породице, која није тиранин, ни једно од њених каснијих сјајних чудовишта, већ симпатична и благо нијансирана карактеризација. Ако нам се животни стил породице и даље чини раскошним, чак и расипним, ипак имамо половичан осећај да смо сведоци почетка краја едвардијанског лета, да је доба живота у сеоским кућама ушло у своју завршну фазу. Кристијева користи осећај краја ере на неколико начина: док користи читав низ слугу и њихово сведочење, осећај пропадања, раскид је очигледан; феудални ставови постоје, али лако пуцају. Брак главе породице са тајанственим човеком је средишњи ван-заједнички догађај у замршеној мрежи суптилних промена. Породица је олако али делотворно описана, а на периферији приче су сељани, мали предузетници и околни паори − језгро Мејхем Парве. Ово је, такође, врло паметна прича са траговима и црвеним харингама који лако и брзо падају. Улазимо у доба када су планови куће били незаобилазна помоћ стремљењу за решавањем детективских прича и када је памет била важнија од неизвесности. Али ту долазимо до проблема који Агата Кристи још увек није решила, јер дуготрајна памет постаје лако исцрпљујућа, а превише трагова прете да се међусобно пониште што се тиче занимања читалаца. То су били проблеми које Конан Дојл никада није савладао на задовољавајући начин, али Кристијева јесте”.‍:22–23
Часопис Entertainment Weekly је изабрао Тајанствени догађај у Стајлсу као „омиљени” на списку „Девет великих романа Кристијеве”.

### Златно доба детективске књижевности
Причу је у првом лицу испричао Хајстингс, а садржи многе елементе који су постали иконе „Златног доба детективске књижевности”, углавном захваљујући утицају Кристијеве. Радња је смештена у велико одвојено сеоско властелинство. Постоји пола туцета осумњичених, од којих већина крије чињенице о себи. Радња укључује бројне лажне трагове и изненађења.

### Утицај на каријеру Кристијеве
Тајанствени догађај у Стајлсу покренуо је Кристијевој списатељску каријеру. Кристијева и њен супруг су потом своју кућу назвали „Стајлс”.

## Адаптације

### Екранизације

#### Британска
Тајанствени догађај у Стајлсу екранизован је као епизода серије Поаро 16. септембра 1990. године. Епизоду је ITV специјално направио у част прославе стогодишњице рођења ауторке. У улогама су се нашли Дејвид Суше као Херкул Поаро, Хју Фрејзер као поручник Артур Хејстингс и Филип Џексон као инспектор Џејмс Џап. Епизода је снимљена у кући Chavenage House у Глостерширу. Ова адаптација је највећим делом била верна роману, мада је постојало неколико одступања. Увођење Поароа је знатно проширено сценама у којим Поаро прекида војну вежбу и после пева „It's a Long Way to Tipperary” са белгијским избеглицама, и саветује једну продавачицу како да на бољи начина поређа своје производе према земљи порекла. Екранизација је такође пружила даљу разраду Хејстингсовог упознавања са Поароом − њих двојица су се упознали током истраге убиства за које је Хејстингс био међу осумњиченима.

#### Летонска
Роман је екранизован као мини-серија за летонску телевизију под називом Slepkavība Stailzā. Емитована је 3 вечери 1990. године. Арнолдс Лининш играо је Поароа, а Романс Бирманис Хејстингса. Како је то била мини-серија у трајању од приближно 198 минута, у њој су биле многе појединости које су избачене из других краћих екранизација и генерално је била верна роману. Једина разлика у односу на роман била је та што је рочиште избачено и што има више призора са Џапсом и Самерхејсом како траже трагове по Стајлс корту. Такође, последња сцена урађена је по необјављеној верзији књиге, где Поаро открива све у судници.

#### Француска
Роман је екранизован као епизода серије Мала убиства Агате Кристи, која је емитована 2016. године. У серији су играли Самјуел Лабарт као Свен Лоренс (лик који је заменио Поароа у екранизацији). Ова екранизација има много разлика у односу на роман, али је срж приче иста: богату старију жену убили су супруг и њена главна пословна партнерка, који се наизглед мрзе, али су тајно љубавници. Извесни делови романа су задржани, као што је прерушавање Ив Константин (лик уместо Евелин Хауард) у Адријена Совињака (лик уместо Алфреда Инглторпа) како би купила отров, и његово намерно покушавање да га оптуже како би могао да изнесе алиби. У овој екранизацији, Стајлс корт је спа-центар, а не кућа на селу.

### Радио
Роман је за радио адаптирао Мајкл Бејквел у виду петоделног серијала 2005. године под називом Херкул Поаро за BBC Radio 4. У глумачкој постави били су Џон Мофат као Поаро и Сајмон Вилијамс као капетан Хејстингс. Инспектора Џапа је играо Филип Џексон, који га је играо и у британској телевизијској екранизацији. Серијал је емитован једном недељно од 5. септембра до 3. октобра 2005. године. Свих 5 епизода снимљено је 4. априла исте године у студију Bush House. Ова верзија задржала је приповедање у првом лицу капетана Хејстингса.

### Позориште
Дана 14. фебруара 2012. године, у театру Great Lakes у Кливленду у Охају, приказана је представа од 65 минута у оквиру образовног програма. Адаптирао ју је Дејвид Хенсен, а играло је петоро глумаца (3 глумца и 2 глумице), а већина их је играла више улога.
Дана 17. марта 2016. године, у театру Hedgerow у Роуз Валију у Пенсилванији изведена је представа коју је адаптирао Џаред Рид. Иако је представа јако верна роману, инспектор Џап се не појављује.

## Занимљивости
Херкул Поаро, који се први пут појавио у овом роману, постао је један од најпознатијих ликова детективске књижевности. Деценијама касније, када је Кристијева испричала причу о Поароовом последњем случају у роману Завеса: Поароов последњи случај, и тај роман је поставила у Стајлс.